# Крумштет
Крумштет (њем. Krumstedt) општина је у њемачкој савезној држави Шлезвиг-Холштајн. Једно је од 115 општинских средишта округа Дитмаршен. Према процјени из 2010. у општини је живјело 541 становника. Посједује регионалну шифру (AGS) 1051063.

## Географски и демографски подаци
Крумштет се налази у савезној држави Шлезвиг-Холштајн у округу Дитмаршен. Општина се налази на надморској висини од 8 метара. Површина општине износи 15,9 km². У самом мјесту је, према процјени из 2010. године, живјело 541 становника. Просјечна густина становништва износи 34 становника/km².